# 月山街道
月山街道，是中华人民共和国河南省焦作市中站区下辖的一个乡镇级行政单位。

## 行政区划
月山街道下辖以下地区：
月山社区。